# 金昌奉
金昌奉 （？—1969年）朝鮮民主主義人民共和国軍人、政治人物。朝鲜人民軍大将。延安派之一。金昌德之弟。1951年4月担任朝鲜人民军第8军军长，1953年7月担任朝鲜人民军第7军军长。
1969年因扰乱金日成人民军的唯一思想体系，时任朝鮮人民軍民族保衛相（国防部长）的金昌奉和人民军总政治局长许凤学大将等人遭肃清。